# Yemen del Sur
La República Democrática Popular de Yemen (en árabe: جمهورية اليَمَنْ الديمُقراطية الشَعْبِيّة‎, transliteración: Ŷumhūriyyat Al-Yaman Al-Dīmuqrāţīyah Al-Ša'abīyah; en inglés: People's Democratic Republic of Yemen), también conocida como Yemen del Sur, fue un Estado marxista-leninista existente entre 1967 y 1990. Se unificó con el vecino Yemen del Norte, dando lugar a la actual República de Yemen. Fue, además, el primer Estado socialista que existió en el mundo árabe.
Los orígenes de Yemen del Sur se remontan a 1874 con la creación de la colonia británica de Adén y el Protectorado de Adén, que consistía en dos tercios del actual Yemen. Sin embargo, Adén se convirtió en una provincia dentro de la India británica en 1937. Después del colapso del Protectorado de Adén, se declaró el estado de emergencia en 1963 cuando el Frente de Liberación Nacional (FLN) y el Frente para la Liberación del Yemen del Sur Ocupado (FLYSO) se rebelaron contra las leyes británicas.
La Federación de Arabia del Sur y el Protectorado de Arabia del Sur se fusionaron para convertirse en República Popular de Yemen el 30 de noviembre de 1967 y luego cambió su nombre a República Democrática Popular de Yemen y se convirtió en un estado de partido único marxista-leninista en 1969 apoyado por Cuba, Alemania del Este y la Unión Soviética. Fue el único estado socialista establecido en el mundo árabe. A pesar de sus esfuerzos por traer estabilidad a la región, se vio envuelto en una breve guerra civil en 1986. Con el colapso del comunismo, Yemen del Sur se unificó con la República Árabe de Yemen (Yemen del Norte) el 22 de mayo de 1990 para forman el actual Yemen. Sin embargo, después de tres años, surgió una crisis política entre el PSY del Sur y los partidos CGP e Islah del Norte después de las elecciones parlamentarias de 1993. Un año después, Yemen del Sur declaró su secesión del Yemen del Norte en 1994 y un nuevo estado secesionista no reconocido, la República Democrática del Yemen, que terminó con su disolución y el norte de Yemen ocupando el sur de Yemen después de la guerra civil de 1994. 23 años después, otro intento de restaurar Yemen del Sur con el Consejo de Transición del Sur como su nuevo gobierno comenzó en 2017 y continúa hasta el día de hoy.

## Historia

### Mandato británico
En 1838, el sultán Muhsin Bin Fadl del estado de Lahej cedió 194 km², incluida Adén, a los británicos. El 19 de enero de 1839, la Compañía Británica de las Indias Orientales desembarcó junto a la Marina Real en Adén para ocupar el territorio y detener los ataques de piratas contra la navegación británica a la India. Luego se convirtió en un importante centro comercial entre la India británica y el Mar Rojo, y luego de la apertura del canal de Suez en 1869, se convirtió en una estación de carbón para los barcos que se dirigían a la India. Adén fue gobernada como parte de la India británica hasta 1937, cuando la ciudad de Adén se convirtió en la Colonia de Adén. El interior de Aden y Hadhramaut al este formaron el resto de lo que se convertiría en Yemen del Sur y no fue administrado directamente por Adén, sino que estaban vinculados a Gran Bretaña por tratados de protección con los gobernantes locales de las organizaciones políticas tradicionales que, en conjunto, se conocieron como el Protectorado de Adén. El desarrollo económico se centró en gran parte en Adén, y mientras la ciudad florecía, los estados del Protectorado de Adén se estancaron.

### Descolonización
En 1963, Aden y gran parte del Protectorado se unieron para formar la Federación de Arabia del Sur con los estados restantes que se negaron a unirse, principalmente en Hadhramaut, formando el Protectorado separado de Arabia del Sur. Ambas organizaciones políticas todavía estaban vinculadas a Gran Bretaña con promesas de independencia total en 1968. Dos grupos nacionalistas, el Frente para la Liberación del Yemen del Sur Ocupado (FLYSO) y el Frente de Liberación Nacional (FLN), comenzaron una lucha armada conocida como emergencia de Adén el 14 de octubre de 1963 contra el control británico y, con el cierre temporal del Canal de Suez en 1967, los británicos comenzaron a retirarse. Una facción, FLN, fue invitada a las conversaciones de Ginebra para firmar el acuerdo de independencia con los británicos. Sin embargo, Gran Bretaña, que durante su ocupación de Adén firmó varios tratados de protección con los jeques locales y los emiratos de la Federación de Arabia del Sur, los excluyó de las conversaciones y, por lo tanto, el acuerdo decía "... la entrega del territorio de Arabia del Sur al FLN (yemení) ... ". El sur de Yemen se independizó como República Popular de Yemen el 30 de noviembre de 1967, y el Frente de Liberación Nacional consolidó su control en el país.
En junio de 1969, un ala marxista radical del FLN ganó el poder en un evento conocido como Movimiento Correctivo. Este ala radical reorganizó el país en la República Democrática Popular de Yemen (RDPY) el 30 de noviembre de 1970. Posteriormente, todos los partidos políticos se fusionaron en el Frente de Liberación Nacional, rebautizado como Partido Socialista Yemení, que se convirtió en el único partido legal. La República Popular Democrática de Yemen estableció estrechos vínculos con la Unión Soviética, la República Popular China, Cuba y la Organización para la Liberación de Palestina. La constitución de Alemania del Este de 1968 incluso sirvió como una especie de modelo para la primera constitución de la República Democrática de Yemen.
El nuevo gobierno se embarcó en un programa de nacionalización, introdujo la planificación centralizada, puso límites a la propiedad y el alquiler de viviendas e implementó reformas agrarias. En 1973, el PIB de Yemen del Sur aumentó en un 25 por ciento. Y a pesar del ambiente conservador y la resistencia, las mujeres se volvieron legalmente iguales a los hombres, la poligamia, el matrimonio infantil y el matrimonio concertado fueron prohibidos por la ley. También se sancionó la igualdad de derechos en el divorcio. La República también secularizó la educación y la ley sharia fue reemplazada por un código legal estatal.
Las principales potencias comunistas ayudaron en la construcción de las fuerzas armadas de la República Democrática de Yemen. El fuerte apoyo de Moscú dio como resultado que las fuerzas navales soviéticas obtuvieran acceso a las instalaciones navales en Yemen del Sur.

### Controversias con Yemen del Norte
A diferencia de las primeras décadas de Alemania Oriental y Alemania Occidental, Corea del Norte y Corea del Sur, o Vietnam del Norte y Vietnam del Sur, la República Árabe de Yemen (Yemen del Norte) y Yemen del Sur (PDRY) se mantuvieron relativamente amistosas, aunque las relaciones a menudo eran tensas. La lucha estalló en 1972, y un pequeño conflicto fronterizo de corta duración se resolvió con negociaciones, donde se declaró que eventualmente se produciría la unificación.
Sin embargo, estos planes se suspendieron en 1979, ya que la RDPY financió a los rebeldes rojos en el Yemen del Norte, y la guerra solo se evitó mediante una intervención de la Liga Árabe. El objetivo de la unidad fue reafirmado por los jefes de Estado del norte y del sur durante una cumbre celebrada en Kuwait en marzo de 1979.
En 1980, el presidente de la RDPY, Abdul Fattah Ismail, dimitió y se exilió en Moscú, habiendo perdido la confianza de sus patrocinadores en la URSS. Su sucesor, Ali Nasir Muhammad, adoptó una postura menos intervencionista tanto hacia Yemen del Norte como hacia la vecina Omán.

### Guerra civil
El 13 de enero de 1986, comenzó una violenta lucha en Adén entre los partidarios de Ali Nasir y los partidarios del retornado Ismail, que deseaba recuperar el poder. La lucha, conocida como la Guerra Civil de Yemen del Sur, duró más de un mes y resultó en miles de bajas, la destitución de Ali Nasir y la muerte de Ismail. Unas 60.000 personas, incluido el depuesto Ali Nasir, huyeron a Yemen del Norte. Ali Salim al-Beidh, un aliado de Ismail que había logrado escapar del ataque contra miembros del Politburó pro-Ismail, luego se convirtió en Secretario General del Partido Socialista Yemení.

### Unificación

Yemen del Norte (en naranja) y Yemen del Sur (en azul) antes de 1990.

En el contexto de la perestroika en la URSS, el principal patrocinador de la República Democrática Popular de Yemen, se iniciaron reformas políticas a fines de la década de 1980. Se liberaron presos políticos, se formaron partidos políticos y se estimó que el sistema de justicia era más equitativo que en el Norte. En mayo de 1988, los gobiernos de Yemen del Norte y Yemen del Sur llegaron a un entendimiento que redujo considerablemente las tensiones, incluido un acuerdo para renovar las discusiones sobre la unificación, establecer un área de exploración petrolera conjunta a lo largo de su frontera indefinida, desmilitarizar la frontera y permitir el paso fronterizo sin restricciones de Yemen en sobre la base únicamente de una tarjeta de identificación nacional. En 1990, las partes llegaron a un acuerdo pleno sobre el gobierno conjunto de Yemen, y los países se fusionaron efectivamente como Yemen.

## Movimiento de Yemen del Sur
Desde 2007, algunos sureños han estado protestando activamente por la independencia, en un movimiento conocido como 'Al Hirak' o Movimiento del Sur. Durante la Guerra Civil de Yemen de 2015, en respuesta a las incursiones de los hutíes y las fuerzas militares leales al depuesto presidente yemení Ali Abdullah Saleh, los miembros del Movimiento del Sur formaron milicias de "Resistencia Popular". Desde la Batalla de Adén, estos grupos armados han tratado de defender el Sur de los intentos de Houthi / Saleh de apoderarse del país y han tomado el estado actual de guerra civil como una oportunidad para avanzar en su lucha por la independencia.
A fines de enero de 2018, los separatistas leales al Consejo de Transición del Sur tomaron con éxito el control de la sede del gobierno yemení respaldado por Arabia Saudita en Adén en un aparente golpe de Estado contra el gobierno de Hadi.

## Política y vida social
Los grupos étnicos de Yemen del Sur son los árabes yemeníes (92,8%), los somalíes (3,7%), los afroárabes el 1,1%, los indios y paquistaníes (1%) y otros (1,4%) (2000). El único partido político reconocido en el sur de Yemen era el Partido Socialista de Yemen, que dirigía el país y la economía según las líneas autodenominadas marxistas, siguiendo el modelo de la Unión Soviética.
Los derechos de las mujeres bajo el gobierno socialista fueron considerados los mejores de la región. Las mujeres se volvieron legalmente iguales a los hombres y se les animó a trabajar en público; la poligamia, el matrimonio infantil y el matrimonio concertado estaban prohibidos; y la igualdad de derechos en el divorcio recibió protección legal.
El Consejo Supremo Popular fue designado por la Comandancia General del Frente de Liberación Nacional en 1971.
En Adén, había un sistema judicial estructurado con una Corte Suprema. 
La educación se pagó mediante impuestos generales. 
Mejoró la igualdad de ingresos, se redujo la corrupción y se ampliaron los servicios de salud y educación.
No hubo crisis de vivienda en Yemen del Sur. El excedente de viviendas construido por los británicos significó que había pocas personas sin hogar en Adén, y la gente construyó sus propias casas con adobe y barro en las áreas rurales.
Yemen del Sur se desarrolló como una sociedad marxista, en su mayoría laica, gobernada primero por el Frente de Liberación Nacional, que luego se transformó en el gobernante Partido Socialista Yemení. Yemen del Sur, la única nación declarada marxista en el Medio Oriente, recibió una importante ayuda exterior y otras ayudas de la URSS y Alemania Oriental, que estacionaron a varios cientos de oficiales de la Stasi en el país para entrenar a la policía secreta nacional y establecer otras armas ruta de tráfico a Palestina. Los alemanes orientales no se marcharon hasta 1990, cuando el gobierno yemení se negó a pagar sus salarios, que habían terminado con la disolución de la Stasi durante la reunificación alemana.

### Deportes
En 1976, el equipo nacional de fútbol de Yemen del Sur participó en la Copa de Asia, donde el equipo perdió ante Irak 1-0 y ante Irán 8-0. Entraron en su única campaña de clasificación para la Copa del Mundo en 1986 y fueron eliminados en la primera ronda por Baréin. El 2 de septiembre de 1965, Yemen del Sur jugó su primer partido internacional contra la República Árabe Unida, ante quien perdió 14-0. El 5 de noviembre de 1989, Yemen del Sur jugó su último partido internacional contra Guinea, ante quien perdió 1-0. El equipo dejó de jugar cuando el Norte y el Sur se unieron en 1990 para formar el moderno estado de Yemen.
En 1988, el equipo olímpico de Yemen del Sur hizo su debut en Seúl. Al enviar solo ocho atletas, el país no ganó medallas. Esta fue la única vez que el país asistió a los Juegos Olímpicos hasta la unificación en 1990.

## Gobernaciones
Después de la independencia, Yemen del Sur se dividió en seis gobernaciones (árabe sg. Muhafazah), con fronteras aproximadamente naturales, a cada una de las cuales se le dio un nombre por numeración. De 1967 a 1978, fueron nombrados oficialmente solo por números; de 1979 a 1990, se les dio nuevos nombres oficiales. Las islas: Kamaran (hasta 1972, cuando fue capturada por Yemen del Norte), Perim (Meyun), Socotra, Abd-el-Kuri, Samha (habitada), Darsah y otras deshabitadas del archipiélago de Socotra eran distritos (mudiriyah) de la gobernación de First / Aden que estaban bajo la supervisión del primer ministro del estado.
| Numeral | Nombre     | Área Aproximada (km.²) | Capital    | Map of the governorates |
| I       | Adén       | 6,980                  | Adén       | Map of the governorates |
| II      | Lahij      | 12,766                 | Lahij      | Map of the governorates |
| III     | Abyan      | 21,489                 | Zinjibar   | Map of the governorates |
| IV      | Shabwah    | 73,908                 | Ataq       | Map of the governorates |
| V       | Hadhramaut | 155,376                | Al Mukalla | Map of the governorates |
| VI      | al-Mahrah  | 66,350                 | Al Ghaydah | Map of the governorates |

## Economía
Hubo poca producción industrial, o explotación de riqueza mineral, en el sur de Yemen, hasta mediados de la década de 1980, luego del descubrimiento de importantes reservas de petróleo en las regiones centrales cerca de Shibam y Mukalla. Las principales fuentes de ingresos fueron la agricultura, mayoritariamente frutales, cereales, ganado vacuno y ovino, pesca y posteriormente, exportaciones de petróleo. El gobierno garantizó el pleno empleo en la agricultura para los ciudadanos rurales y estableció una serie de granjas colectivas, sin embargo, las establecidas siguiendo el modelo soviético produjeron resultados más pobres que las granjas cooperativas.
El presupuesto nacional fue de 13,43 millones de dinares en 1976 y el producto nacional bruto fue de 150 millones de dólares. La deuda nacional total fue de $ 52,4 millones.

## Aerolíneas
Las siguientes aerolíneas habían operado desde Yemen del Sur:
Aden Airways (1949-1967). Cesó sus operaciones el 30 de junio de 1967 en el momento de la retirada británica de la Federación y el Protectorado de Arabia del Sur.
Alyemda - Democratic Yemen Airlines (1961–1996). Se incorporó a Yemenia, la aerolínea del antiguo YAR
Yemen Airways (1989-1990)